# This Love (chanson de Maroon 5)
Pour les articles homonymes, voir This Love.
Singles de Maroon 5
Harder to Breathe She Will Be Loved
Pistes de Songs About Jane
Harder to Breathe Shiver
This Love est une chanson du groupe pop américain Maroon 5. La chanson a été écrite par le leader du groupe Adam Levine pour leur premier album Songs About Jane sorti en 2002. La chanson est construite autour du piano qui est immédiatement suivi par des percussions avec un synthétiseur, avec un son de guitare qui se répète et avec également un falsetto.
Les paroles de la chanson sont basées sur la rupture de Adam Levine avec son ancienne petite amie. Il révèle que cette chanson a été écrite dans « le moment avec le plus d'émotion » dans sa vie. Il décrit également que les paroles de la chanson sont sexuelles. This Love reçoit une bonne réception auprès des critiques musicaux. La chanson est sortie le 27 janvier 2004 en tant que deuxième single de Songs About Jane.
Le single entre dans le top dix de beaucoup de hit-parades, en prenant la tête de nombreux classements du magazine Billboard, dont la première place du classement Billboard Hot Adult Top 40 Tracks. Le clip crée la controverse, car il montre de longues scènes intimes entre Levine et sa petite amie. This Love aide Maroon 5 à gagner le MTV Video Music Awards de la meilleure révélation et la chanson est également la troisième la plus jouée en 2004. Enfin, la chanson gagne le Grammy Award de la meilleure performance pop pour un duo ou groupe avec chants lors de la 48e cérémonie des Grammy Awards en 2006, et, à cette date, est l'un des meilleurs succès du groupe.

## Genèse de la chanson
This Love est le deuxième single extrait du premier album de Maroon 5 sorti en 2002, Songs About Jane. Dans une interview accordée à MTV News en août 2002, le chanteur du groupe Adam Levine révèle qu'il a écrit cette chanson le jour où sa petite amie est partie, à la suite de leur rupture. Dans une autre interview, Levine explique qu'il l'a écrite dans ce qu'il considère comme « le moment le plus émotionnellement éprouvant » de sa vie. Il était dans une relation qui se terminait, mais d'un autre côté, il était vraiment enthousiaste à l'idée d'aller enregistrer l'album en studio avec le groupe. Il ajoute que puisqu'« elle était bel et bien en train de quitter la ville lorsqu'[il] écrivait les paroles de This Love, [il] était donc dans un parfait état émotionnel pour écrire une chanson sur ce genre de conflit ».

## Structure de la chanson

### Structure musicale
This Love est écrite dans la tonalité de do mineur ; le temps est défini sur une signature rythmique 4/4 et avance sur un rythme modéré de 96 battements par minute. La voix d'Adam Levine apparaît après une introduction de vingt secondes, menée par un piano, et varie du si4 au si5.
Le groupe Maroon 5 définit lui-même la chanson comme pop rock. Il admet durant le développement de This Love que la chanson a été influencée par Stevie Wonder,. La musique, qui utilise de nombreux crissements de guitare, est souvent considérée comme mélancolique et pop rock.

### Contenu des paroles
Dans une interview au magazine américain Rolling Stone, lorsqu'on interroge Adam Levine à propos du sens des paroles Keep her coming every night et Sinking my fingertips into every inch of you, il répond : « Oui, c'est sexuel, bien sûr. J'en avais tellement marre des paroles comme Ooh, baby ou I love you. [...] Je pensais qu'être plus explicite sans être totalement explicite était une bonne approche. Les petites filles aimeraient les paroles et ça passerait au-dessus de la tête de mes grands-parents. Mais ça tomberait comme une tonne de briques sur mon ancienne petite amie. C'était parfait ».
Le chanteur commente également la suppression du mot « coming » de la phrase Keep her coming every night, dans la version du clip diffusée sur MTV : « MTV modifie maintenant la langue. Ils ne me laissent pas dire Keep her coming every night et ils retirent le « sinking » de Sinking my fingertips. C'est comme dans cette putain de Chine communiste. C'est totalement anormal ».

## Réception deThis Love

### Réception de la critique

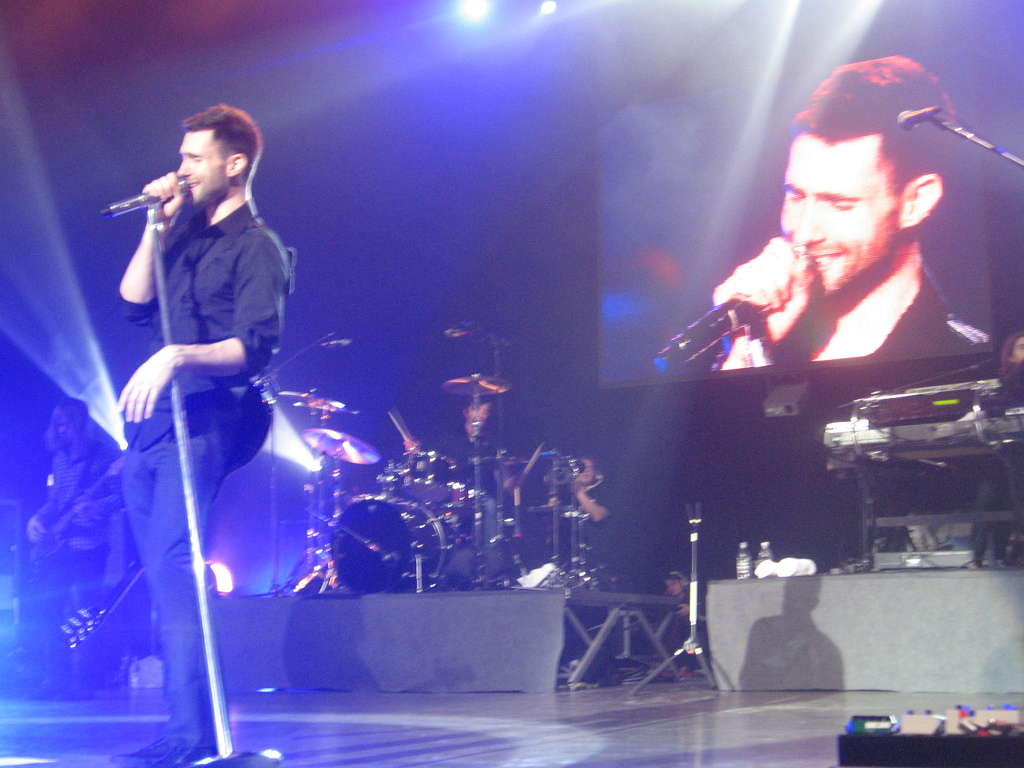
Adam Levine chantant This Love durant la tournée 2007 du groupe

La chanson a reçu une bonne réception auprès des critiques.
Tout d'abord, concernant la musique, Johnny Loftus de AllMusic, dit que la musique qui est dans la chanson a « des rythmes de R'n'B vintage dans de la pop punchy dynamique ».Loftus note également que le groupe a mis le mot "charge sexuelle" dans les paroles. Ensuite, le journaliste du The Boston Globe Steve Morse décrit les sons du single comme « une ballade rock racontant la rupture d'une relation ». Enfin, Meghan Bard du journal universitaire The Daily Campus ajoute que dans la chanson « il y a comme des chants de Stevie Wonder et un tempo de R'n'B funky ».
Ensuite, dans Rolling Stone, le critique Christian Hoard a écrit que  « Les évanouissements urbano-romantiques de Adam Levine fonctionnent mieux quand le groupe est vraiment sur le bon pied, comme dans This Love, qui utilise le piano et des guitares à la James Brown qui crée une fondation sur laquelle Levine peut obséder sur la beauté (y compris la sienne) ». Jason Thompson de PopMatters, lui, note que dans les chansons This Love et Must Get Out, le claviériste du groupe Jesse Carmichael « parvient à évoquer à la fois les productions de Britney Spears et de The New Radicals respectivement ». C. Spencer Beggs du The Observer  écrit que « La seconde piste, This Love, est à suivre. Les deux singles (Harder to Breathe et This Love)  sont les plus colorées de l'album, qui montre les caractéristiques du son qui sont propres avec un son clair et qui est optimiste ». Sam Beresky du Daily Lobo, qui a été moins enthousiaste à propos de l'album, a complimenté quand même le groupe sur This Love, sur lequel il note, « This Love, est une version plus heureuse du premier avec un grand backbeat rappelant celle de Superstition de Stevie Wonder. Il pourrait taper du pied, un hochement de tête ou même une secousse si c'est joué à un volume fort. »
Enfin, en mai 2004, le musicien John Mayer dit dans Rolling Stone qu'il aime l'album du groupe Songs About Jane. Mayer a également été positif en évoquant de la chanson en disant que « La première fois que j'ai entendu This Love, c'était une lumière ou un stand-back ou une chose dans ce genre là. C'est une des chansons parfaites que vous avez toujours l'espoir d'écrire ». Le single a également renforcé l'intérêt de Maroon 5, et a aidé à les positionner comme un des années de rupture du groupe en 2004.

### Réception du public
Le single est officilement sorti à la radio en Amérique du Nord en janvier 2004, et le clip est sorti six mois plus tard. This Love apparaît dans le Billboard Hot 100, moins d'un mois avant la sortie physique du single, et débute à la cinquième position. Le remix de Junior Vasquez arrive, lui, en tête du Billboard Hot Dance Music/Club Play. La chanson apparait également dans le Hot Dance Airplay en 18e position. This Love arrive également à la 2e place du Billboard Top 40 Mainstream. La chanson atteint également la première place du Billboard Hot Adult Top 40 Tracks ,, et garde cette place pendant 10 semaines. En 2007, la chanson réentre à la 36e position du Billboard Hot Digital Songs. Finalement, selon le Nielsen SoundScan, This Love a été vendu avec plus de 835 000 téléchargements.
This Love atteint le top dix dans 12 pays. En Royaume-Uni, la chanson atteint la 3e place du classement des singles anglais, le 1er mai 2004, Elle rentre également dans le top dix en France, Belgique, et Australie,. Le single atteint aussi le top cinq en Norvège, Suisse, Pays-Bas, Autriche, et en Nouvelle-Zélande. Par ailleurs, This Love apparait dans les hits-parades en Italie, Suisse, Allemagne et en Irlande.

## Performances live, récompenses et utilisations deThis Love

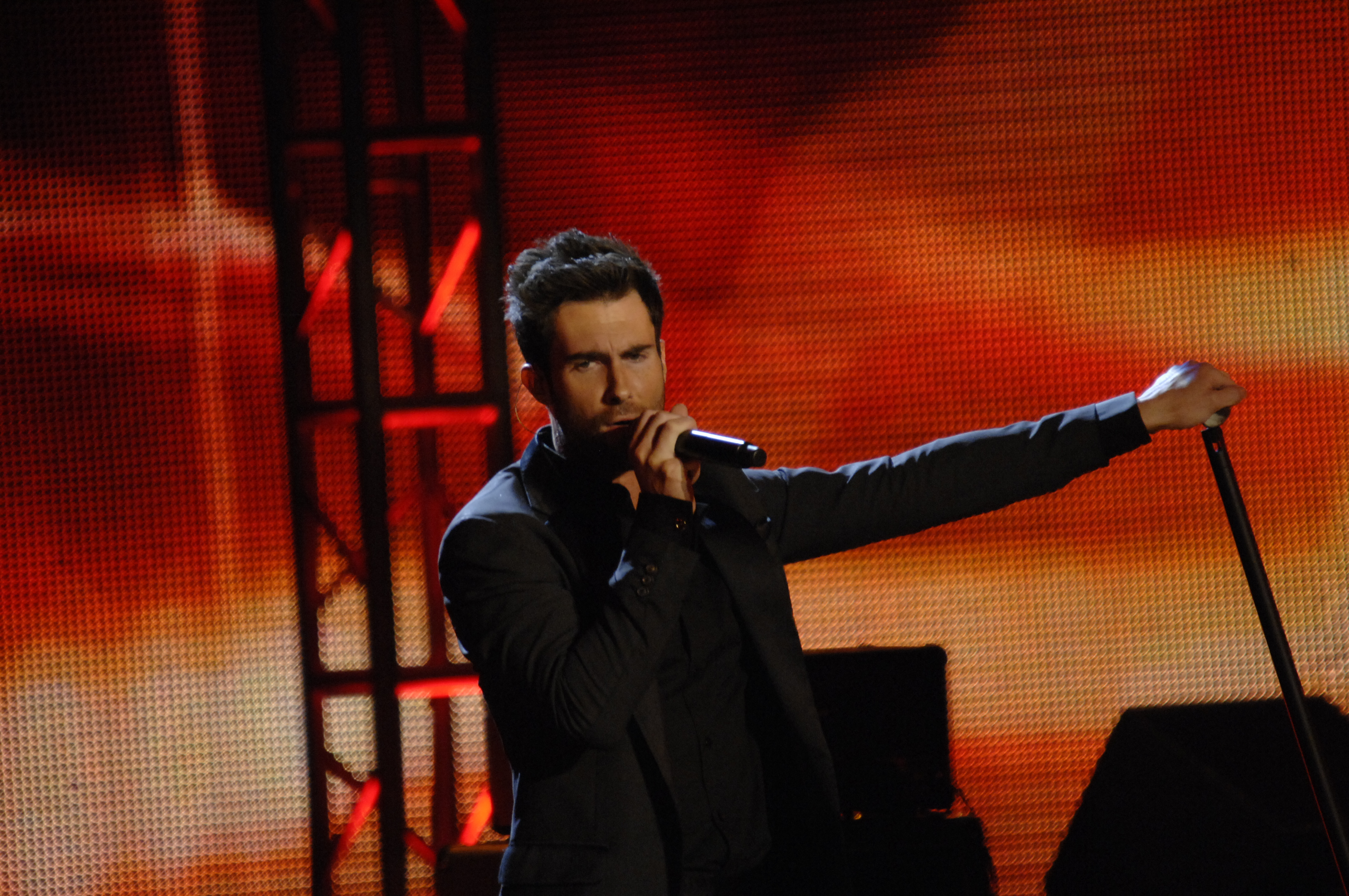
Adam Levine chantant This Love à la Neighborhood Inauguration Ball 2009

Maroon 5 interprète This Love en direct dans le Saturday Night Live en février 2004.
Ensuite, le groupe gagne le MTV Video Music Award du meilleur nouveau artiste pour leur clip de This Love en 2004, Également en 2004, la chanson est nommée pour la catégorie Chanson Rock Chois aux Teen Choice Awards. Dans le Nielsen Broadcast Data Systems, This Love est la troisième chanson la plus jouée en 2004, avec au total 438,589 écoutes. Aux 48e Grammy Awards, la chanson gagne un  Grammy Award dans la catégorie Meilleure performance pop pour un duo ou groupe avec chants,
Enfin, Blake Lewis, le finaliste de la sixième saison de American Idol, chante la chanson pendant l'émission, le 15 mai 2007. La version studio de Lewis est sorti plus tard sur le site web de American Idol et sur la compilation des versions studios des chansons interprétées durant l'émission. L'artiste britannique Limahl  a également chanté la chanson dans la télé-réalité  Hit Me, Baby, One More Time. Un autre ancien finaliste de American Idol John Stevens a fait une reprise de la chanson pour le single de son premier album Red sorti en 2005. Le chanteur canadien  Michael Bublé a également fait une reprise de la chanson dans son DVD appelée Caught in the Act. Une version pour les enfants de This Love a été faite par le Kidz Bop Kids pour leur album de 2004 Kidz Bop 6.Le single a également été repris par Kanye West, appelée This Love (Kanye West remix), en mai 2004. Aussi, le groupe a sorti un EP intitulé 1.22.03.Acoustic, contenant This Love, mais dans une version acoustique.Enfin, la chanson est comprise dans le jeu vidéo Guitar Hero: On Tour en 2008.
L'équipe de Blake Shelton reprend la chanson lors du premier Live Show de The Voice, le 7 juin 2011.

## Clip vidéo
Le clip de This Love a été réalisé par Sophie Muller. La vidéo combine la performance du groupe dans une cour dans un studio mexicain et des scènes d'Adam Levine avec une femme. Selon Levine, le concept du clip est basé sur Prince ; « Une sexualité ouverte confond les gens, aussi. Cette vidéo était vraiment une vidéo de « pop star », je pense. » dit-il.
Le clip de This Love nous montre également Levine et sa petite amie, la top-model Kelly McKee, dans quelques scènes intimes. La vidéo utilise des angles de caméra créative et Kelly porte un string minimaliste pour montrer, autant que possible sans toutefois dévoiler les parties intimes du couple (en particulier les seins de la fille, qui ne sont jamais vus pendant la vidéo), pour éviter  de passer devant la Federal Communications Commission. Une version de la video où sont créées des images de synthèse avec des fleurs qui couvrent les scènes intimes(surtout la femme) a été créée pour les marchés les plus conservateurs. Quand on l'interroge à propos de la vidéo, Levine dit : « Ce n'était étonnement pas bizarre et étonnement pas sexuel. On était à l'aise. Je n'étais pas excité ou quoi que ce soit, ce qui était bizarre car je tournais avec ma petite amie ».
La vidéo a été suffisamment controversée pour avoir des commentaires de la critique. Sylvia Patterson du Daily Telegraph décrit la vidéo comme une « vidéo porno-pop ». Le bassiste du groupe Mickey Madden, invité à commenter la polémique, répond que c'était « une réaction excessive complètement absurde. »

## Liste des pistes
1. This Love – Version album
2. This Love – Vidéo
3. Harder to Breathe – Version acoustique
4. The Sun – Version acoustique

## Classements
Les classements ci-dessous sont les classements des singles dans chaque pays sauf indication contraire.
| Pays                                    | Meilleure position |
| --------------------------------------- | ------------------ |
| Australie                               | 8                  |
| Autriche                                | 3                  |
| Belgique                                | 7                  |
| Royaume-Uni                             | 3                  |
| Pays-Bas                                | 3                  |
| France                                  | 6                  |
| Allemagne                               | 5                  |
| Irlande                                 | 6                  |
| Italie                                  | 3                  |
| Nouvelle-Zélande                        | 4                  |
| Norvège                                 | 3                  |
| Roumanie                                | 2                  |
| Suède                                   | 26                 |
| Suisse                                  | 4                  |
| Billboard Hot 100                       | 5                  |
| Billboard Hot Adult Contemporary Tracks | 3                  |
| Billboard Hot Dance Music/Club Play     | 21                 |

## Reprises
This Love a été reprise en 2009 par le groupe The Baseballs en version Rockabilly (style années 1950).
Et par Troy "Trombone Shorty" Andrews and Orleans Avenue sur l'album Orleans & Clairborne (album sorti le 7 juin 2005). Cette chanson a également été reprise en 2009 par G-dragon du groupe Bigbang.